# Thiais
Thiais è un comune francese di 29 819 abitanti situato nel dipartimento della Valle della Marna nella regione dell'Île-de-France.

## Società

### Evoluzione demografica
Abitanti censiti

## Amministrazione

### Gemellaggi
- Einbeck, Germania, dal 1962